# Le Licencié Vidriera
Le Licencié Vidriera (El licenciado Vidriera) est une nouvelle de Miguel de Cervantes incluse dans les Nouvelles exemplaires, publiées en 1613.

## Synopsis
Un jeune garçon, Tomás Rodaja, est trouvé par des étrangers, apparemment abandonné. Il les impressionne suffisamment par son esprit et son intelligence pour que ceux-ci le considèrent d'une certaine façon comme leur fils adoptif. Tomás va à l'école où il se fait remarquer par son savoir; Il grandit, voyage en Europe et finalement s'installe à Salamanque où il obtient un diplôme de droit.
Amoureuse de Tomás, une jeune femme lui prépare une potion d'amour dans laquelle elle mêle du  cognassier que mange Tomás. Mais la potion n'a pas les effets escomptés, au contraire elle rend Tomás malade pendant des mois (la femme disparaît et on n'en entend plus parler).
Quand il sort de convalescence, Tomás est physiquement remis mais délire. Surtout, Tomás est convaincu que son corps est composé entièrement de verre et craint en permanence de se briser en morceaux à cause de sa fragilité. Son inébranlable conviction, associée à ses intelligents et mémorables aphorismes dans ses conversations avec tous ceux qui viennent lui demander conseil, le rend célèbre en Espagne où il est connu sous le surnom « Vidriera » (de vidrio qui signifie « verre » en espagnol). Finalement Tomás est invité à la cour, transporté en carrosse bourré de foin.
Avec le temps, Tomás recouvre la raison pour s'apercevoir que les foules ne le laissent jamais seul, désireuses de voir le célèbre « Vidriera ». Dégoûté de la célébrité et incapable de continuer à exercer comme avocat faute de clients, Tomás s'engage dans l'armée pour finalement mourir dans une bataille inconnue.

## Critique
Cervantès use de ce simple récit comme cadre, le Licencié Vidriera est une collection d'aphorismes et de préceptes moraux et utiles, dans le genre des misceláneas, si fréquents à l'époque du siècle d'or espagnol comme la Silva de varia lección de de:Pero Mexia ou le Jardín de flores curiosas de es:Antonio de Torquemada par exemple.
Du point de vue de la narration, le Licencié Vidriera montre quelques similitudes avec le Don Quichotte : le personnage principal est un homme discret et intelligent mais à qui trop de lectures ont fait perdre la raison et qui devient monomaniaque. Dans le cas de Don Quichotte, il est convaincu d'être un chevalier, dans le cas de l'avocat, il croit être fait de cristal. Toutefois, dans ce récit des « Nouvelles exemplaires » la folie du personnage n'est qu'un prétexte à des considérations générales tandis que dans Don Quichotte l'idée est illustrée et développée avec beaucoup de nuances tout au long du roman.

## À noter
En espagnol, le terme licenciado vidriera se rapporte à quelqu'un d'excessivement timide ou délicat.